# Mimica Pelcl
Mimica (Marija) Pelcl (rojena Marija Viher), slovenska vzgojiteljica in aktivistka, * 18. avgust 1929, Veličane, † 12. maj 2015, Janžev Vrh.
Bila je ustanoviteljica, vzgojiteljica ter ravnateljica vrtca na Janževem Vrhu, aktivistka, prostovoljka, prejemnica številnih nagrad in priznanj.

## Življenjepis
Rodila se je v Veličanah, pri dveh letih so se s starši preselili v Železne Dveri. Avgusta leta 1949 je bila kot dvajsetletno dekle z dekretom poslana na Janžev Vrh, takrat tipično viničarsko podeželjsko območje z nalogo dela v tamkajšnjem vrtcu. Kot je ugotovila ob prihodu, vrtec sploh ni obstajal, zato ga je z nemalo truda in odrekanj ustanovila. S pomočjo množice posameznikov in organizacij je vrtec začel delovati v začetku oktobra 1949. Skozi celotno delovanje do upokojitve leta 1984 je zgradila ustanovo z več podružnicami, ki je bila osrednja točka življenja in bivanja ljudi, ki so živeli v kraju in širši okolici. Posebnost te ustanove je bila opažena na območju celotne države, saj so o vrtcu na Janževem Vrhu nastali številni članki, radijski in televizijski prispevki ter tudi knjiga z naslovom Vrtec na hribčku, ki jo je napisala Cilka Dimec Žerdin.
Množici otrok iz revnega podeželja je s pomočjo več kot 15 poletnih ekskurzij v Baško omogočila, da so prvič doživeli morje.
Z delom je nadaljevala tudi po upokojitvi - bila je predsednica PO DU Janžev Vrh ter Krajevne organizacije Rdečega križa (predsednica Krajevne organizacije Rdečega križa Janžev Vrh je bila od leta 1950). V okviru PO DU Janžev Vrh je skupaj z ostalimi organizirala več kot 80 izletov.

## Povezave
Sodelovala je s pesnikom Janezom Kuharjem, ki je za številne zborovske nastope napisal in priredil pesmi, prav tako pa tudi z Mankom Golarjem.

## Priznanja
Za svoje delo je prejela številna priznanja, med drugim: 
- Žagarjevo priznanje, najvišje državno priznanje na področju izobraževanja) (leta 1982)
- Prejemnica Plakete Občine Radenci za življenjsko delo na področju vzgoje in izobraževanja (leta 1999)